# Песке (Изернија)
Песке (итал. Pesche) је насеље у Италији у округу Изернија, региону Молизе.
Према процени из 2011. у насељу је живело 1363 становника. Насеље се налази на надморској висини од 566 м.

## Становништво
| 1931. | 1936. | 1951. | 1961. | 1971. | 1981. | 1991. | 2001. | 2011. |
| ----- | ----- | ----- | ----- | ----- | ----- | ----- | ----- | ----- |
| 947   | 914   | 860   | 635   | 547   | 583   | 958   | 1.312 | 1.577 |